# 3753 Cruithne

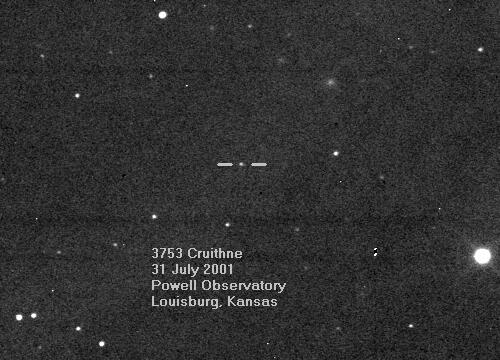
Asteroide 3753 Cruithne

Observando da terra o asteroide faz uma viagem que descreve uma ferradura. Terra.

3753 Cruithne é um asteroide em órbita em torno do Sol, possuindo uma ressonância orbital de 1:1 com a órbita da Terra. A órbita do asteroide é uma órbita ferradura.  Foi descrita como a "segunda lua da Terra", embora seja apenas um quasi-satélite.